# 日本の男優一覧
日本の男優一覧（にほんのだんゆういちらん）は、主に日本で活動する男性俳優（男優）の五十音順一覧（故人を含む）。ウィキペディア内に記事が存在する人物。Category:日本の男優も参照。
| 目次 | 目次 | 目次 | 目次 | 目次 | 目次 | 目次 | 目次 | 目次 | 目次 | 目次 |
| ---- | ---- | ---- | ---- | ---- | ---- | ---- | ---- | ---- | ---- | ---- |
| わ   | ら   | や   | ま   | は   |      | な   | た   | さ   | か   | あ   |
|      | り   |      | み   | ひ   |      | に   | ち   | し   | き   | い   |
| を   | る   | ゆ   | む   | ふ   |      | ぬ   | つ   | す   | く   | う   |
|      | れ   |      | め   | へ   |      | ね   | て   | せ   | け   | え   |
| ん   | ろ   | よ   | も   | ほ   |      | の   | と   | そ   | こ   | お   |

関連項目

## あ行

### あ
- 愛川欽也
- 哀川翔
- 相川勇気
- 相島一之
- 相田周二（三四郎）
- 相葉裕樹
- 相葉雅紀
- 相原巨典
- あおい輝彦
- あおい洋一郎
- 青木伸輔
- 青木崇高
- 青木源太
- 青木一
- 青木義朗
- 青島幸男
- 青戸昭憲
- 青峰佑樹
- 青柳翔
- 青山一也
- 青山恭二
- 青山金太郎
- 青山草太
- 青山孝
- 青山良彦
- 赤井英和
- 赤木圭一郎
- 赤坂晃
- 赤坂泰彦
- 明石家さんま
- 赤塚真人
- 赤楚衛二
- 赤西仁
- 赤星昇一郎
- 赤間直哉
- 秋野太作
- 秋間登
- 秋元三佳
- 秋山純
- 秋山武史
- 秋山知哉
- 秋山竜次（ロバート）
- AKIRA （ダンサー / EXILE）
- AKIRA（プロレスラー）
- 芥川比呂志
- 明智十三郎
- あご勇
- 浅岡信夫
- 浅香航大
- 浅倉一男
- 麻倉尚太
- 浅沼晋太郎
- 浅野和之
- 浅野忠信
- 浅見小四郎
- 浅利陽介
- 芦田伸介
- 芦屋雁之助
- 芦屋小雁
- 安住啓太郎
- 安住紳一郎
- 安達健太郎
- 安達勇人
- 東貴博
- 東千代之介
- 東幹久
- 與真司郎
- 敦士
- 渥美清
- 渥美国泰
- 渥美博
- 阿藤快
- 阿南健治
- あばれる君
- 安蒜厚志
- 阿部九州男
- 阿部サダヲ
- 阿部力
- 安部徹
- 阿部寛
- 阿部光浩
- 阿部渡
- 阿部祐二
- 阿部よしつぐ
- アベラヒデノブ
- 阿部亮平
- 阿部亮平
- 穴井勇輝
- 天草四郎
- 天田俊明
- 天知茂
- 天津敏
- 天野浩成
- 天野ひろゆき（キャイ〜ン）
- 天野義久
- 天宮良
- 天本英世
- 雨森雅司
- 阿見201
- 網川凛
- 綾野剛
- 綾部守人
- 綾部祐二（ピース）
- 鮎貝健
- 鮎川太陽
- 新克利
- 嵐寛寿郎
- 荒井敦史
- 新井一典
- 新井將
- 新井浩文
- 荒井注
- 新井量大
- 新井康弘
- 荒川博
- 荒川良々
- 荒川ユリエル
- 荒木一郎
- 荒木貴裕
- 新木宏典
- 新田真剣佑
- 荒川浩平
- 荒谷公之
- 有岡蔵人
- 有岡大貴
- 有川博
- 有島一郎
- 有薗芳記
- 有田哲平（くりぃむしちゅー）
- 有馬自由
- 有馬昌彦
- 粟津號
- 安藤一夫
- 安藤一人
- 安藤政信
- 安藤優也
- 安藤亮司
- 安藤ヒロキオ
- アントニオ猪木
- 安保由夫

### い
- 飯尾和樹（ずん）
- 飯島大介
- 飯田基祐
- 飯田道朗
- 飯塚俊太郎
- 飯塚智基
- 飯野おさみ
- 飯野雄貴
- 飯沼誠司
- 飯村真一
- 飯山弘章
- 井浦新
- 五十嵐信次郎
- 五十嵐隼士
- いかりや長介
- 井川修司
- 井川比佐志
- 生田斗真
- 生田竜聖
- 井口成人
- 池上翔馬
- 池内博之
- 池内万作
- 池田一真（しずる）
- 池田貴尉
- 池田鴻
- 池田秀一
- 池田俊彦
- 池田純矢
- 池田鉄洋
- 池田成志
- 池部良
- 池松壮亮
- 伊嵜充則
- 伊沢一郎
- 伊沢弘
- 石井愃一
- 石井康太
- 石井智也
- 石井正則
- 石井洋祐
- 石垣佑磨
- 石川禅
- 石倉三郎
- 石倉英彦
- 石黒賢
- 石黒英雄
- 石坂浩二
- 石崎直
- いしだ壱成
- 石田純一
- 石田太郎
- 石田卓也
- 石田法嗣
- 石田政博
- 石田靖
- 石立鉄男
- 石塚英彦
- 石野敦士
- 石橋正次
- 石橋蓮司
- 石橋貴明（とんねるず）
- 石橋雅史
- 石橋正高
- 石橋凌
- 石濱朗
- 石原裕次郎
- 石原良純
- 石松晃
- 石丸幹二
- 石丸謙二郎
- 石山龍児
- 石山輝夫
- 石山雄大
- 伊集院光
- 石綿文太
- 伊豆肇
- 泉政行
- 和泉宗兵
- 和泉元彌
- 泉谷しげる
- 伊勢谷友介
- 磯部勉
- 磯村健治
- 磯村勇斗
- 板尾創路
- 板垣瑞生
- 板垣李光人
- 板倉俊之（インパルス）
- 板倉光隆
- 伊丹幸雄
- 伊丹十三
- 市川右團次
- 市川勇
- 市川右太衛門
- 市川海老蔵
- 市川猿之助
- 市川男女之助
- 市川雷蔵
- 一三
- 市原隼人
- 市村直樹
- 市村正親
- 五木ひろし
- 一色洋平
- イッセー尾形
- 井出卓也
- 伊藤淳史
- 伊藤剛臣
- 伊藤克信
- 伊東四朗
- 伊東孝明
- 伊藤孝雄
- 伊東達広
- 伊藤毅
- 伊藤俊人
- 伊藤英明
- 伊藤正之
- 伊藤雄之助
- 伊藤隆大
- 井戸田潤（スピードワゴン）
- 稲尾和久
- 稲垣吾郎
- 稲川淳二
- 稲葉友
- 稲葉義男
- 犬塚弘
- 猪野学
- 井上聡（次長課長）
- 井上順
- 井上純一
- 井上昭文
- 井上孝雄
- 井上高志
- 井上智之
- 井上博一
- 井上正大
- 井上卓哉
- 井上芳雄
- 伊野尾慧
- 井ノ原快彦
- 伊原剛志
- 井深克彦
- 伊吹謙太朗
- 伊吹吾郎
- 伊武雅刀
- 今井健二
- 今井茂雄
- 今井翼
- 今井雅之
- 今田耕司
- 今西正男
- 今福将雄
- 忌野清志郎
- 入江雅人
- 入川保則
- いわいのふ健
- 岩井勇気（ハライチ）
- 岩爪航
- 岩尾望（フットボールアワー）
- 岩尾正隆
- 岩城滉一
- 岩城力也
- 岩田剛典
- 岩田祐吉
- 岩橋玄樹
- 岩松信
- 岩松了
- 岩本勉
- 岩本照

### う
- 植木等
- 植草克秀
- 上島竜兵
- 上杉祥三
- 上田堪大
- 上田耕一
- 上田晋也（くりぃむしちゅー）
- 上田竜也
- 上田忠好
- 上野山功一
- 上原謙
- 上原風馬
- 植村謙二郎
- ウエンツ瑛士
- 魚谷輝明
- 宇梶剛士
- 宇佐美淳
- 宇佐美吉啓
- 潮哲也
- うじきつよし
- 碓井将大
- 内博貴
- 内海光司
- 内田朝雄
- 内田勝正
- 内田健介
- 内田岳志
- 内田稔
- 内田裕也
- 内田善郎
- 内田良平
- 内野謙太
- 内野聖陽
- 内村光良（ウッチャンナンチャン）
- 内山信二
- 内山眞人
- 内山森彦
- 宇津井健
- うつのみや八郎
- ウド鈴木（キャイ〜ン）
- 卯木浩二
- 宇納佑
- 宇野重吉
- 宇野結也
- 梅垣義明
- 梅沢富美男
- 梅津栄
- 梅野泰靖
- 梅宮辰夫
- 右門青寿
- 浦井健治
- 浦田直也

### え
- 江上真吾
- 江川宇礼雄
- 江木俊夫
- 駅前五郎
- 江口洋介
- 江角英明
- エド山口
- 江藤漢
- 江藤漢斉
- 江藤潤
- 江藤愼一
- 江戸家猫八
- 江夏豊
- えなりかずき
- 江成正元
- 榎木孝明
- 榎木智一
- 榎木兵衛
- 榎本健一
- 江端郁己
- 江幡高志
- 江原真二郎
- 海老澤健次
- 蛭子能収
- 海老原優
- 江見俊太郎
- MCU
- 柄本明
- 江本孟紀
- 柄本佑
- 蛯沢康仁
- 江守徹
- 遠藤一彦
- 遠藤憲一
- 遠藤賢司
- 遠藤耕介
- 遠藤章造（ココリコ）
- 遠藤征慈
- 遠藤太津朗
- 遠藤雅
- 遠藤雄弥
- 遠藤嘉人

### お
- 及川以造
- 及川ヒロオ
- 及川光博
- おいでやす小田
- 笈田敏夫
- 生沼勇
- 大石吾朗
- 大泉滉
- 大泉洋
- 大泉山勇希
- 大出俊
- 大浦龍宇一
- 大河元気
- 大川透
- 大川泰雅
- 大川橋蔵
- 大木聡
- 大木正司
- 大木実
- 沖雅也
- 大口広司
- 大熊英司
- 大熊啓誉
- 大倉孝二
- 大倉忠義
- 大倉正章
- 大河内伝次郎
- 大河内浩
- 大坂志郎
- 大沢健
- 大沢たかお
- 大沢樹生
- 大柴隼人
- 大柴裕介
- 大杉漣
- 大瀬康一
- 大関正義
- 太田恵介
- 太田直人
- 太田光（爆笑問題）
- 太田博久（ジャングルポケット）
- 太田博之
- 大田正樹
- 大高洋夫
- 大滝秀治
- 大滝寛
- 大竹一樹（さまぁ〜ず）
- 大竹宏
- 大竹まこと
- 大谷朗
- 大谷亮介
- 大塚明夫
- 大谷亮平
- 大塚周夫
- 大塚範一
- 大月ウルフ
- 大辻伺郎
- 大坪貴史
- 大鶴義丹
- 大友龍三郎
- 大友柳太朗
- 鳳啓助
- 大西将太郎
- 大西洸一郎
- 大西正昭
- 大根田良樹
- 大野智
- 大野しげひさ
- 大野哲生
- 大葉健二
- 大場順
- 大橋吾郎
- 大浜詩郎
- 大林丈史
- 大林隆介
- 大平真嗣
- 大富士
- 大前均
- 大水洋介
- 大溝清人
- 大宮悌二
- 大村崑
- 大村千吉
- 大村亨
- 大村波彦
- 大村文武
- 大森章督
- 大森うたえもん
- 大森南朋
- 大森嘉之
- 大矢兼臣
- 大山克巳
- 大山高男
- 大山豊
- 大和田伸也
- 大和田獏
- 岡八郎
- 岡崎二朗
- 小笠原章二郎
- 小笠原弘
- 小笠原良知
- 岡田英次
- 緒形幹太
- 岡田圭右（ますだおかだ）
- 緒形拳
- 緒方賢一
- 岡田准一
- 尾形貴弘（パンサー）
- 岡田達也
- 岡田時彦
- 緒形直人
- 岡田将生
- 岡田眞澄
- 岡田義徳
- 岡田裕介
- 岡野進一郎
- 岡見時秀
- 岡村隆史（ナインティナイン）
- 岡本圭人
- 岡本健一
- 岡本純治
- 岡本信人
- 岡本富士太
- 岡本竜汰
- 岡安旅人
- 緒川尊
- 小川健
- 小川尚信
- 小川紘司
- 小木茂光
- 小木博明（おぎやはぎ）
- 沖雅也
- 沖田駿一郎
- 沖田浩之
- 荻島眞一
- 奥田瑛二
- 奥村公延
- 奥村知史
- 小倉一郎
- 小倉久寛
- 小栗一也
- 小栗旬
- 長田成哉
- 小沢栄太郎
- 小沢一敬（スピードワゴン）
- 小沢和義
- 小沢昭一
- 小澤征悦
- 小沢仁志
- 小澤亮太
- 押尾学
- 忍成修吾
- おすぎ
- オスマン・ユセフ
- 尾関高文（ザ・ギース）
- 小田井涼平
- オダギリジョー
- おたけ（ジャングルポケット）
- 小田部通麿
- 織田裕二
- 落合モトキ
- 音尾琢真
- 斧口智彦
- 小野健斗
- 小野進也
- 小野武彦
- 小野ヤスシ
- 小野川公三郎
- 小野寺昭
- 大日方傳
- 尾美としのり
- 小山田シン
- 小山田宗徳
- おりも政夫
- 織本順吉
- 大倉弘也

## か行

### か
- 柿崎順一
- 柿辰丸
- 賀来賢人
- 佳久創
- 郭智博
- 角澤照治
- 角田晃広
- GACKT
- 筧利夫
- 影山英俊
- 河西健司
- 笠井信輔
- 笠原秀幸
- 笠原大
- 笠原竜司
- 風間健
- 風間俊介
- 風間トオル
- 風間杜夫
- 梶哲也
- 梶原善
- 加治将樹
- 嘉島典俊
- 賀集利樹
- 我修院達也
- 柏原収史
- 柏原崇
- 春日俊彰（オードリー）
- 粕谷佳五
- 加勢大周
- 加瀬亮
- 片岡愛之助
- 片岡功
- 片岡五郎
- 片岡孝太郎
- 片岡信和
- 片岡千恵蔵
- 片岡鶴太郎
- 片桐仁
- 片桐竜次
- 片山滉
- ガダルカナル・タカ
- 加地健太郎
- 勝新太郎
- 勝地涼
- ガッツ石松
- 勝野洋
- 勝野洋輔
- 勝部演之
- 勝村政信
- 桂小金治
- 桂きん枝
- 葛山信吾
- 加藤鷹
- 加藤和樹
- 加藤慶祐
- 加藤剛
- 加藤シゲアキ
- 加藤大樹
- 加東大介
- 加藤泰平
- 加藤武
- 加藤茶
- 加藤久雅
- 加藤晴彦
- 加藤雅也
- 加藤嘉
- 角野卓造
- 香取慎吾
- 金井進二
- 金井大
- 金田哲
- 金橋良樹
- 要潤
- かねきよ勝則
- 金子賢
- 金子貴俊
- 金子信雄
- 金子昇
- 兼崎健太郎
- 金城武
- 株木孝行
- 金田明夫
- 金田賢一
- 金田侑生
- 金田龍之介
- 金山一彦
- 狩野英孝
- 蟹江一平
- 蟹江敬三
- 加納竜
- 鎌苅健太
- 上川隆也
- 上川雄介
- 上地雄輔
- 神木隆之介
- 神谷光
- 神谷信弘
- 上山草人
- 亀井拓
- 亀井有馬
- 亀梨和也
- 亀山忍
- 加山雄三
- 家弓家正
- 唐十郎
- 唐沢潤
- 柄沢次郎
- 唐沢寿明
- 唐沢民賢
- 唐橋充
- 唐渡亮
- 苅谷俊介
- 軽部真一
- 川合正悟
- 川合伸旺
- 川合将嗣
- 河合武雄
- 河合郁人
- 河合穂積
- 河井誠
- 河合雪之丞
- 河合龍之介
- 川岡大次郎
- 川上音二郎
- 川上哲治
- 川喜多雄二
- 川口翔平
- 川口浩
- 川崎敬三
- 川崎麻世
- 川島章良
- 川島明（麒麟）
- 川地民夫
- 川田広樹（ガレッジセール）
- 川田祐
- 川谷拓三
- 川地民夫
- 河津清三郎
- 川津祐介
- 川鍋雅樹
- 川野太郎
- 川原和久
- 河原さぶ
- 川辺久造
- 川松真一朗
- 川村禾門
- 川村朋栄
- 川村亮介
- 河原崎建三
- 河原崎次郎
- 河原崎長一郎
- 河原崎長十郎
- 川原田新一
- 鴈龍太郎
- 元祖おかもと
- 神田隆
- 神田利則
- 神田正輝
- 神田瀧夢
- カンニング竹山
- ガンビーノ小林
- 神戸誠治

### き
- 黄川田雅哉
- 菊池隆志
- 菊池隆則
- 菊池風磨
- 岸学（どきどきキャンプ）
- 岸井明
- 岸田森
- 岸谷五朗
- 岸部一徳
- 岸部四郎
- 岸本祐二
- 岸優太
- 桐山照史
- 北川勇次
- 北川悠仁
- 北竜二
- 北大路欣也
- 北島三郎
- 北詰友樹
- 木谷邦臣
- 北原雅樹
- 北原義郎
- 北見敏之
- 北村栄基
- 北村英三
- 北村和夫
- 北村一輝
- 北村三郎
- 北村総一朗
- 北村匠海
- 北村有起哉
- 北山宏光
- きたろう
- ぎたろー
- 吉川晃司
- 木戸邑弥
- 城戸廉
- 鬼頭真也
- 木梨憲武
- 木下隆行（TKO）
- 木下ほうか
- 木之元亮
- 城野マサト
- 木原瑠生
- 木場勝己
- 木村敦
- 木村功
- 木村元
- 木村孝蔵
- 木村彰吾
- 木村拓哉
- 木村達成
- 木村昇
- 木村雅
- 木村了
- KIMERU
- ギュウゾウ
- 姜暢雄
- 清木場俊介
- 清村耕次
- 京本大我
- 京本政樹
- 霧島昇
- 桐谷健太
- 桐生コウジ
- 金城大和
- 銀次郎

### く
- 日下武史
- 日下部一郎
- 草尾毅
- 草刈正雄
- 草川祐馬
- 草薙幸二郎
- 草彅剛
- 草野康太
- 草野大悟
- 草野博紀
- 楠美聖寿
- 楠本柊生
- 工藤阿須加
- 宮藤官九郎
- 工藤堅太郎
- 國定拓弥
- 国広富之
- 国松彰
- 國村隼
- 久保明
- 久保智裕
- 久保田秀敏
- 窪田正孝
- 久保田悠来
- 窪塚俊介
- 窪塚洋介
- 窪寺昭
- 熊井幸平
- 久米明
- 倉石功
- 倉崎青児
- 倉田てつを
- 倉田保昭
- クリス松村
- 栗塚旭
- 栗原類
- 黒川弥太郎
- 黒崎輝
- 黒瀬純
- 黒田アーサー
- 黒沢年雄
- 黒部進
- 桑原おさむ

### け
- 慶
- 啓周ロベルト
- 京泉智士
- ケイン・コスギ
- ケーシー高峰
- 劇団ひとり
- ケラリーノ・サンドロヴィッチ
- 源
- KENTA
- KENCHI
- ケンドーコバヤシ
- 剣持伴紀
- 剣持直明
- 釼持誠
- 玄也

### こ
- 小池朝雄
- 小池城太朗
- 小池徹平
- 小泉孝太郎
- 小泉博
- 小市慢太郎
- 小出恵介
- 郷鍈治
- 剛州
- 香田晋
- 合田雅吏
- 髙地優吾
- 河野秋武
- 河野匡泰
- 河本準一（次長課長）
- 甲本雅裕
- 小浦一優
- 高良健吾
- 虎牙光揮
- 小木逸平
- 国分太一
- 神山繁
- 小坂一也
- 小鹿番
- 児嶋一哉（アンジャッシュ）
- 小島よしお
- 小杉勇
- 小杉義男
- 小杉竜一（ブラックマヨネーズ）
- 五代高之
- 小谷昌太郎
- 児玉清
- 児玉拓郎
- 鼓太郎
- コッセこういち
- 小峠英二（バイきんぐ）
- 後藤淳平（ジャルジャル）
- 後藤祝秀
- 後藤輝基（フットボールアワー）
- 後藤文嘉
- 小西遼生
- 小西博之
- 近衛十四郎
- 小橋賢児
- 小西大樹
- 小橋正佳
- 小原秀明
- 小林孝至
- 小林昭二
- 小林旭
- 小林桂樹
- 小林薫
- 小林勝彦
- 小林勝也
- 小林成男
- 小林重四郎
- 小林すすむ
- 小林稔侍
- 小日向文世
- 駒田徳広
- 小松方正
- 小松政夫
- 小宮璃央
- 小宮孝泰
- 小宮浩信（三四郎）
- 小籔千豊
- 小山慶一郎
- 小瀧望
- 小山剛志
- 小山燿
- 小山力也
- ゴリ（ガレッジセール）
- ゴルゴ松本
- 金剛地武志
- 近藤宏
- 近藤真彦
- 近藤芳正
- 近藤正臣
- 近藤洋介
- 今野浩喜

## さ行

### さ
- サード長嶋
- 西園寺章雄
- 槐柳二
- 佐伯大地
- 佐藤流司
- 斉木しげる
- 西郷輝彦
- 西城秀樹
- 財津一郎
- 斉藤一平
- 斉藤慶太
- 斉藤健一
- 斉藤暁
- 斉藤秀翼
- 斉藤祥太
- 斉藤志郎
- 斉藤慎二（ジャングルポケット）
- 斉藤清六
- 斎藤工
- 斉藤晴彦
- 斉藤弘勝
- 齋藤ヤスカ
- 齊藤祐也
- 斎藤洋介
- 斉藤優
- 斉藤隆治
- さいねい龍二
- 早乙女太一
- 堺左千夫
- 堺すすむ
- 坂井徹
- 酒井敏也
- 堺正章
- 堺雅人
- 坂上忍
- 坂上二郎
- 逆木圭一郎
- 榊英雄
- 榊原徹士
- 坂口憲二
- 坂口健太郎
- 坂口進也
- 坂口拓
- 坂口哲夫
- 坂口徹郎
- 坂口芳貞
- 坂田金太郎
- 坂田祥一朗
- 坂口涼太郎
- 阪田マサノブ
- 坂詰貴之
- 坂西良太
- 坂部文昭
- 坂本あきら
- 坂本一敏
- 坂元健児
- 坂本長利
- 坂本昌行
- 阪本良介
- 砂川啓介
- 瑳川哲朗
- 佐川満男
- 魁三太郎
- 崎本大海
- 佐久田修
- 佐久間大介
- 佐久間哲
- 佐久間宏則
- 桜金造
- 桜井英一
- 櫻井翔
- 桜井センリ
- 桜木健一
- 桜田通
- 桜塚やっくん
- 佐古雅誉
- 篠井英介
- 笹岡繁蔵
- ささきいさお
- 佐々木勝彦
- 佐々木健介
- 佐々木蔵之介
- 佐々木孝丸
- 佐々木敏
- 佐々木修平
- 佐々木剛
- 笹木俊志
- 佐々木望
- 佐々木正洋
- 佐々木睦
- 佐々木喜英
- 佐々木亮太
- 笹野高史
- 佐田啓二
- 佐田正樹
- 定岡正二
- 佐竹明夫
- 佐戸井けん太
- 佐藤アツヒロ
- 佐藤蛾次郎
- 佐藤和也
- 佐藤慶
- 佐藤健太
- 佐藤浩市
- 佐藤詩音
- 佐藤翔
- 佐藤二朗
- 佐藤信一
- 佐藤仁哉
- 佐藤大輔
- 佐藤健
- 佐藤忠志
- 佐藤勝利
- 佐藤哲夫（パンクブーブー）
- 佐藤輝
- 佐藤B作
- 佐藤英夫
- 佐藤允
- 佐藤正治
- 佐藤満春（どきどきキャンプ）
- 佐藤光政
- さとう宗幸
- 佐藤雄一
- 佐藤祐基
- 佐藤佑介
- 佐藤佑介
- 佐藤隆太
- 佐藤良洋
- 里見浩太朗
- 真田健一郎
- 真田五郎
- 真田広之
- 真田幹也
- 真田佑馬
- 佐野浅夫
- 佐野岳
- 佐野周二
- 佐野史郎
- 佐野大輔
- 佐野元哉
- 佐野泰臣
- 佐野勇斗
- 佐原健二
- SABU
- 佐分利信
- 沢りつお
- 沢井小次郎
- 沢田研二
- 沢田謙也
- 澤田謙也
- 佐渡稔
- 澤部佑（ハライチ）
- 澤向要進
- 沢村一樹
- 沢本忠雄
- 沢竜二
- 三箇一稔
- サンダー杉山
- 三東康太郎
- 三中元克

### し
- 椎名桔平
- 椎谷建治
- ジェシー
- 重岡大毅
- ジェリー伊藤
- ジェリー藤尾
- 汐崎アイル
- 汐路章
- 塩野瑛久
- 塩谷瞬
- 塩屋俊
- 塩野勝美
- 潮見諭
- 塩見三省
- 志賀廣太郎
- 志賀勝
- 鹿内孝
- 志垣太郎
- 重松収
- 宍戸開
- 宍戸錠
- 宍戸大全
- 宍戸マサル
- 志尊淳
- 設楽統（バナナマン）
- 品川徹
- 品川祐（品川庄司）
- 品川隆二
- 篠田三郎
- 篠田拓馬
- 篠田光亮
- 篠塚勝
- 篠山輝信
- 柴俊夫
- 柴田愛之助
- 柴田勲
- 柴田恭兵
- 柴田英嗣（アンタッチャブル）
- 柴田光太郎
- 柴田侊彦
- 芝本正
- 四方堂亘
- 島耕二
- 嶋大輔
- 嶋尾康史
- 嶋田久作
- 島田順司
- 島田正吾
- 島田紳助
- 清水昭博
- 清水一希
- 清水健太郎
- 清水綋治
- 清水宏次朗
- 清水章吾
- 清水俊輔
- 清水善三
- 清水英彰
- 清水宏
- 清水将夫
- 清水良太郎
- 志村けん
- 志村喬
- 志村東吾
- 標永久
- 下川真矢
- 下川辰平
- 下條アトム
- 下條正巳
- 下塚誠
- 史朗
- 下元勉
- 渋江譲二
- 渋川清彦
- 渋谷すばる
- 渋谷謙人
- 渋谷哲平
- 夙川アトム
- 寿里
- 寿大聡
- 純京介
- 照英
- 尚玄
- 庄司永健
- 庄司智春（品川庄司）
- 笑福亭笑瓶
- 笑福亭鶴瓶
- 白井晃
- 白井滋郎
- 白石康介
- 白石隼也
- 白石勇
- 白洲迅
- 白鳥哲
- 白木みのる
- 白川裕二郎
- 城田優
- 白仁裕介
- 城島茂
- じょじ伊東
- ジョニー大倉
- 新海丈夫
- 新宮乙矢
- 神宮寺太郎
- 神宮寺勇太
- 深水三章
- 新藤栄作
- 進藤英太郎
- 進藤学
- 陳内将
- 陣内孝則
- 神保悟志

### す
- 末高斗夢
- 末吉秀太
- 菅貫太郎
- 須賀健太
- 須賀貴匡
- 菅登未男
- 須賀不二男
- 菅井一郎
- 菅佐原英一
- 菅田俊
- 菅原加織
- 菅原謙次
- 菅原文太
- すがぽん
- 杉欣也
- 杉良太郎
- スギちゃん
- 杉浦直樹
- 杉浦太陽
- 杉浦タカオ
- 杉本哲太
- 杉山裕之（我が家）
- 勝呂誉
- 頭師孝雄
- 頭師佳孝
- 図師光博
- 鈴井貴之
- 鈴木孝之
- 鈴木勝大
- 鈴木浩介
- スズキジュンペイ
- 鈴木省吾
- 鈴木勝吾
- 鈴木重成
- 鈴木拓
- 鈴木健人
- 鈴木傳明
- 鈴木拡樹
- 鈴木裕樹
- 鈴木ひろし
- 鈴木ヒロミツ
- 鈴木瑞穂
- 鈴木福
- 鈴木亮平
- 菅田将暉
- 須永慶
- 砂川真吾
- 砂塚秀夫
- 須藤元気
- 須藤公一
- すまけい
- スマイリーキクチ
- 住田隆
- 駿河太郎
- すわ親治

### せ
- 世界のナベアツ
- 瀬川亮
- 瀬川和久
- 関敬六
- せきよしあき
- 関義哉
- 関川慎二
- 関口知宏
- 関口宏
- 関根大学
- 関山耕司
- 瀬戸康史
- 瀬戸陽一郎
- 清家利一
- 千田是也
- 千波丈太郎
- 千本松喜兵衛
- 千賀健永

### そ
- 聡太郎
- 左右田一平
- 相馬圭祐
- 曾我廼家明蝶
- 曾我廼家八十吉
- 曽我廼家文童
- 曽我部和恭
- 曽根晴美
- 園岡新太郎
- 園田裕久
- 側見民雄
- 染谷将太
- 反町隆史

## た行

### た
- 大河
- DAIGO
- 醍醐虎汰朗
- 大地康雄
- 大東駿介
- 太平サブロー
- 大門正明
- タカ（タカアンドトシ）
- 多賀啓史
- 多賀勝一
- 高井俊彦
- 高岩成二
- たかお鷹
- 高岡建治
- 高岡蒼佑
- 崇岡白
- 高川裕也
- 高木英一
- 高城淳一
- 高木淳也
- 高木心平
- 高木延秀
- 高木均
- 高木万平
- 髙木雄也
- 高木渉
- 高倉健
- 高崎翔太
- 高崎二郎
- 高崎隆二
- 高品格
- 高品剛
- 高島郷
- 高島忠夫
- 高嶋政伸
- 髙嶋政宏
- 高城剛
- 高杉亘
- 高杉航大
- 高杉哲平
- 高杉真宙
- 高田浩吉
- 高田宏太郎
- 高田純次
- 高田将司
- 高田稔
- 高田祐司
- 高知東生
- 高津住男
- たかとりじゅん
- 高野真二
- 高野八誠
- 高野浩幸
- 高野守
- 高野漁
- 高橋一生
- 高橋悦史
- 髙橋海人
- 高橋和也
- 高橋克典
- 高橋克実
- 高橋元太郎
- 高橋幸治
- 高橋銀太郎
- 髙橋耕次郎
- 高橋俊次
- 高橋長英
- 高橋貞二
- 高橋利道
- 高橋修宏
- 高橋光
- 高橋英樹
- 高橋寛
- 高橋広司
- 高橋文哉
- 高橋昌也
- 高橋正郎
- 高橋光臣
- 高橋良明
- 高橋慶彦
- 高橋玲
- 高原駿雄
- TAKAHIRO
- 高松しげお
- 高松英郎
- 田上ひろし
- 高宮敬二
- 髙嶺巌
- 高峰圭二
- 高山春夫
- 貴山侑哉
- 高山良
- 宝井誠明
- 宝田明
- 太川陽介
- 滝口幸広
- 滝トール
- 滝川英治
- 滝川健
- 滝沢修
- 滝沢秀明
- 玉森裕太
- 滝田栄
- 滝田裕介
- 滝藤賢一
- 田口主将
- 田口計
- 田口淳之介
- 田口トモロヲ
- 田口浩正
- 田口守
- 田窪一世
- 宅麻伸
- 宅間孝行
- たくみふぢお
- 竹内康博
- 竹内力
- 竹内良一
- 竹内涼真
- 武岡淳一
- 武重聖一
- 竹下宏太郎
- 武田幸三
- 武田光太郎
- 武田航平
- 武田真治
- 武田鉄矢
- 竹田雅則
- 武智健二
- 武智大輔
- 竹中直人
- 竹中寛幸
- 武野功雄
- 竹之内啓喜
- 竹野内豊
- 竹原ピストル
- 竹本和正
- 竹本孝之
- 竹脇無我
- たこ八郎
- 太宰久雄
- 田崎潤
- 田島匠悟
- 田島真吾
- 田嶋秀任
- 田島優成
- 田代隆秀
- 田代忠雄
- 田代久雄
- 田代まさし
- 多田優次
- 多田野曜平
- 多々良純
- 舘ひろし
- 舘正貴
- 立川利明
- 立川政市
- 立川三貴
- 太刀川洋一
- 立花直樹
- 辰巳琢郎
- 伊達三郎
- 伊達正三郎
- 伊達みきお（サンドウィッチマン）
- 田中明夫
- 田中邦衛
- 田中圭
- 田中謙次
- 田中聖
- 田中樹
- 田中幸太朗
- 田中卓志（アンガールズ）
- 田中哲司
- 田中直樹（ココリコ）
- 田中春男
- 田中浩
- 田中宏幸
- 田中実
- 田中泯
- 田中裕二（爆笑問題）
- 田中要次
- 田中義剛
- 田中克憲
- 田辺誠一
- 谷啓
- 谷隼人
- 谷佳樹
- 谷岡弘規
- 谷口賢志
- 谷原章介
- 谷村昌彦
- 田沼広之
- 楽しんご
- 田畑猛雄
- 田畑祐一
- 田原俊彦
- 田淵幸一
- 田渕岩夫
- 玉川伊佐男
- 玉川良一
- 玉木宏
- 玉置浩二
- 玉山鉄二
- 田宮二郎
- 田宮五郎
- 田村幸士
- 田村高廣
- 田村裕（麒麟）
- 田村正和
- 田村亮
- 田村亮（ロンドンブーツ1号2号）
- タモリ
- 溜口佑太朗
- 田山涼成
- 垂水悟郎
- 垂水藤太
- 団巌
- 団時朗
- 団しん也
- 団徳麿
- 団優太
- ダンカン
- 丹古母鬼馬二
- 段田安則
- ダンディ坂野
- 丹波哲郎
- 丹波義隆

### ち
- 千秋実
- 地井武男
- 千田義正
- 千葉真一
- 千葉裕
- 千葉雄大
- 千原ジュニア
- 千原せいじ
- 知念侑李
- 長州小力
- 中条静夫

### つ
- 塚田知紀
- 塚地武雅（ドランクドラゴン）
- 塚本晋也
- 塚本高史
- 塚本信夫
- 津川雅彦
- 月形龍之介
- 月田一郎
- 筑波竜一
- 柘植亮二
- 辻修
- 辻岡正人
- 辻畑利紀
- 鶴ヶ﨑好昭
- 辻本賢人
- 辻本耕志
- 辻本祐樹
- 津田篤宏（ダイアン）
- 津田寛治
- 津田健次郎
- 土屋伸之（ナイツ）
- 蔦宗正人
- 筒井道隆
- 筒井康隆
- 堤真一
- 堤大二郎
- 堤下敦（インパルス）
- 角田英介
- 坪倉由幸（我が家）
- 妻夫木聡
- 露口茂
- 剣源蔵
- 鶴田浩二
- 鶴田忍
- つるの剛士
- 鶴見辰吾

### て
- TEAH
- 出合正幸
- ディーン・フジオカ
- 出川哲朗
- 手越祐也
- 哲夫（笑い飯）
- 手塚勝巳
- 手塚しげお
- 手塚とおる
- 手塚秀彰
- 手塚学
- TETSUYA
- デビット伊東
- デニー友利
- 寺井智之
- 寺泉憲
- 寺尾聰
- 寺島進
- 寺島達夫
- てらそままさき
- 寺田農
- 寺田稔
- 寺脇康文
- テリー伊藤
- 天蝶二
- 天現寺竜
- 天蝶司晃
- でんでん

### と
- 土井正博
- 東新良和
- 藤堂新二
- 藤東勤
- 堂本光一
- 堂本剛
- 東野英治郎
- 東野英心
- 戸浦六宏
- 時任三郎
- 徳井優
- 徳井義実（チュートリアル）
- 徳井健太（平成ノブシコブシ）
- 德永英明
- 徳永ゆうき
- 徳光和夫
- 徳山秀典
- 所ジョージ
- 登坂広臣
- 杜澤泰文
- トシ
- 戸次重幸
- トニー・セテラ
- トニー谷
- トニー上原
- 東根作寿英
- 殿山泰司
- 鳥羽潤
- 外波山文明
- 飛田航介
- 飛永翼
- 冨浦智嗣
- 富川一人
- 富川澈夫
- 富川悠太
- 富澤たけし
- 富田翔
- 富田仲次郎
- 富永研司
- 友金敏雄
- 土門廣
- 外山高士
- 豊川悦司
- 豊川智大
- 豊嶋稔
- 豊原功補
- 豊永利行

## な行

### な
- 内藤武敏
- 内藤剛志
- 内藤典彦
- 内藤陳
- 中庸介
- 永井一郎
- 中井貴一
- 中井啓輔
- 長井秀和
- 中居正広
- 中間淳太
- 仲井征利
- 永井大
- 中内啓行
- 永江祐貴
- 中尾明慶
- 中尾彬
- 中岡創一（ロッチ）
- 中尾暢樹
- 中河内雅貴
- 中川晃教
- 中川真吾
- 中川大志
- 中川大輔
- 中川剛（中川家）
- 中川礼二（中川家）
- 永澤俊矢
- 長嶋一茂
- 長嶋茂雄
- 永島敏行
- 中島健人
- 中島久之
- 中島陽典
- 中島裕翔
- 中条きよし
- 永瀬匡
- 長瀬智也
- 永瀬正敏
- 永瀬廉
- 中田敦彦（オリエンタルラジオ）
- 中田浩二
- 中田博久
- 永田良輔
- 仲代達矢
- 長塚京三
- 長門勇
- 長戸勝彦
- 長門裕之
- 中西清起
- 中西太
- 中西良太
- 中根徹
- 中野英治
- 中野誠也
- 仲野太賀
- 中野英雄
- 仲野文梧
- 中野裕太
- 長野博
- 長濱慎
- 長渕剛
- 中原和敏
- 中原丈雄
- 中丸新将
- 中丸忠雄
- 中丸雄一
- 永峯海大
- 中村蒼
- 中村敦夫
- 中村梅之助
- 中村英児
- 中村嘉惟人
- 中村嘉葎雄
- 中村勘九郎
- 中村勘三郎
- 中村錦司
- 中村咲哉
- 中村芝翫
- 中村七之助
- 中村獅童
- 中村俊介
- 中村俊太
- 中村孝雄
- 中村武己
- 中村竹弥
- 仲村慎祐
- 仲村トオル
- 中村倫也
- 中村梅雀
- 中村ブン
- 中村雅俊
- 中村優一
- 中村有志
- 中村竜
- 中村僚志
- 中本賢
- 永山瑛太
- 永山絢斗
- 中山昭二
- 中山仁
- 中山優馬
- 中山祐一朗
- なぎら健壱
- 名倉潤（ネプチューン）
- 名古屋章
- 梨本謙次郎
- 名高達男
- 夏夕介
- 夏木陽介
- 夏八木勲
- 名取幸政
- なべおさみ
- 生瀬勝久
- 並木史朗
- 波島進
- 奈良健志
- 成田浬
- 成田三樹夫
- 成田凌
- 成宮寛貴
- 成瀬正孝
- 成瀬昌彦
- 名和宏
- 南條新太郎
- 南条弘二
- 南城竜也
- 南原清隆（ウッチャンナンチャン）
- 南原宏治

### に
- 西興一朗
- 西洋亮
- 西岡徳馬
- 西岡竜一朗
- 西川きよし
- 西川貴教
- 錦戸亮
- 錦織一清
- 錦野旦
- 西沢利明
- 西島秀俊
- 西島隆弘
- 西田幸治（笑い飯）
- 西田敏行
- 西田健
- 西田征史
- 西田良
- 仁科貴
- 西野亮廣（キングコング）
- 西村晃
- 西村和彦
- 西村真城
- 西村直人
- 西村まさ彦
- 西村信章
- 西山宗佑
- 西山辰夫
- 新田純一
- 蜷川幸雄
- 二宮和也
- 二階堂高嗣
- 二谷英明
- 二橋進
- 二本柳寛
- にわつとむ
- 丹羽圭介
- 丹羽又三郎

### ぬ
- 温水洋一
- 沼崎悠
- 沼田爆
- 沼田曜一

### ね
- 根上淳
- 根岸朗
- 根岸一正
- 猫ひろし
- 根津甚八
- 根本泰彦

### の
- 能見達也
- 野上慎平
- 野久保直樹
- 野口大輔
- 野口五郎
- 野口貴史
- 野崎海太郎
- 野瀬哲男
- 野田圭一
- 野田秀樹
- ノッチ（デンジャラス）
- 野仲功
- 野中堅太
- 野々村真
- 野間口徹
- 野村浩三
- 野村昇史
- 野村周平
- 野村信次
- 野村宏伸
- 野村将希
- 野村萬斎
- 野村祐人
- 野本礼三
- 野呂圭介

## は行

### は
- 灰地順
- 博多大吉（博多華丸・大吉）
- 博多華丸（博多華丸・大吉）
- 袴田吉彦
- 萩原健一
- 萩原流行
- 萩原聖人
- 白竜
- 間寛平
- 間慎太郎
- 土師孝也
- 橋爪功
- 橋爪淳
- 橋爪遼
- 橋本淳
- 橋本功
- 橋本じゅん
- 橋本力
- 橋本良亮
- 長谷真行
- 長谷川明男
- 長谷川一夫
- 長谷川晃誉
- 長谷川初範
- 長谷川博己
- 波田陽区
- 畠中洋
- 蜂須賀昭二
- 蜂須賀祐一
- 葉月パル
- 羽場裕一
- 服部桂吾
- 花川仁教
- 花沢徳衛
- ハナ肇
- 花柳創右
- はなわ
- 塙宣之（ナイツ）
- 馬場徹
- 馬場裕之（ロバート）
- 馬場良馬
- パパイヤ鈴木
- 浜尾京介
- 濱口優（よゐこ）
- 浜田晃
- 濱津隆之
- 濱田岳
- 浜田寅彦
- 浜田光夫
- 浜野謙太
- 浜村純
- 早川保
- 林遣都
- 林剛史
- 林寛
- 林泰文
- 林与一
- 林隆三
- 林家三平
- 林家正蔵
- 林家たま平
- 葉山愛次
- 葉山良二
- 速水もこみち
- 速水亮
- 原保美
- 原口剛
- 原田篤
- 原田清人
- 原田健二
- 原田大二郎
- 原田泰造（ネプチューン）
- 原田芳雄
- 原田龍二
- 原西孝幸（FUJIWARA）
- 原元太仁
- はるな愛
- 伴大介
- 飯田孝男
- 半海一晃
- 板東英二
- 坂東好太郎
- 坂東玉三郎
- 阪東妻三郎

### ひ
- ピーコ
- ビートたけし
- 樋浦勉
- ピエール瀧
- 東野幸治
- 東山紀之
- ひかる一平
- 東出昌大
- 蟇目良
- ひぐち君（髭男爵）
- 樋口夢祈
- 彦摩呂
- 比佐一成
- 久富惟晴
- 久野雅弘
- 日高晤郎
- 日高光啓
- 左とん平
- ヒデ（ペナルティ）
- 尾藤イサオ
- 単千起
- 人見明
- 火野正平
- 日比野玲
- 日村勇紀（バナナマン）
- 桧山進次郎
- ビューティーこくぶ
- 平幹二朗
- 平石直之
- 平泉成
- 平泉陽太
- 平岡祐太
- 平賀雅臣
- 平子祐希（アルコ&ピース）
- 平沢彰
- 平田満
- 平田昭彦
- 平岳大
- 平田裕一郎
- 平沼成基
- 平野紫耀
- 平野貴大
- 平野稔
- 平牧仁
- 平山浩行
- 比留間由哲
- 広岡瞬
- 広岡達朗
- 広澤克実
- 広沢好輝
- 廣瀬大介
- 廣瀬俊朗
- 広海・深海

### ふ
- 深江章喜
- 深沢邦之
- 深澤幸太
- 深澤辰哉
- 深水元基
- 布川敏和
- ふかわりょう
- 吹越満
- 福井晶一
- 福士誠治
- 福士蒼汰
- 福士秀樹
- 福田薫（U字工事）
- 福田健次
- 福田周平
- 福田豊土
- 福田充徳
- 福徳秀介
- 福原直英
- 福場俊策
- 福本清三
- 福山俊郎
- 福山雅治
- 冨家規政
- 藤竜也
- 藤井隆
- 藤井フミヤ
- 藤岡重慶
- 藤岡琢也
- 藤岡弘、
- 藤ヶ谷太輔
- 藤木孝
- 藤木直人
- フジキマコト
- 藤木悠
- 藤木義勝
- 藤田進
- 藤田まこと
- 藤田真人
- 藤田元司
- 藤田玲
- 藤原一裕
- 藤原大祐
- 藤原釜足
- 藤原光博
- 藤原竜也
- 藤原倫己
- 藤巻潤
- 伏見扇太郎
- 藤村俊二
- 藤村直樹
- 藤村富美男
- 藤本敏史（FUJIWARA）
- 藤森慎吾（オリエンタルラジオ）
- 藤山寛美
- 布施明
- 布施辰徳
- 布施博
- 二又一成
- 二見一樹
- 二見忠男
- ふとがね金太
- 舟木一夫
- 船越英一郎
- 船越英二
- 船崎良
- 船戸順
- 舟橋元
- 古尾谷雅人
- 古川登志夫
- 古田敦也
- 古田新太
- 古田将士
- 古原靖久
- 古本新之輔
- 古谷一行
- 不破万作

### へ
- 別所哲也
- ベンガル

### ほ
- 北条隆博
- 坊屋三郎
- 保阪尚希
- 星正人
- 星田英利
- 星野源
- 細川茂樹
- 細川俊之
- 堀井新太
- 堀田眞三
- 堀田勝
- 穂積隆信
- 堀勉
- 堀広道
- 堀雄二
- 堀内健（ネプチューン）
- 堀内正美
- 本郷奏多
- 本郷功次郎
- 本郷直樹
- 本多章一
- 本多晋
- 本田博太郎
- ぼんちおさむ
- 本間健太郎
- 本間優二

## ま行

### ま
- マイク眞木
- マイケル富岡
- まいど豊
- 舞の海秀平
- 前川泰之
- 前川優希
- 前田公輝
- 眞栄田郷敦
- 前田吟
- 前田三夫
- 前野朋哉
- 前原一輝
- 前原実
- 真木蔵人
- 眞木大輔
- マギー
- マギー司郎
- マキタスポーツ
- 真人大樹
- 誠直也
- 真佐夫
- 益子卓郎（U字工事）
- 眞島秀和
- 桝太一
- 升毅
- 増尾遵
- 益岡徹
- 増岡弘
- 増沢望
- 増田貴久
- 松島聡
- 升田尚宏
- 増田英彦（ますだおかだ）
- 増本庄一郎
- 又野誠治
- 待田京介
- 松井秀喜
- 松井誠
- 松尾勝人
- 松尾諭
- 松尾スズキ
- 松尾貴史
- 松尾敏伸
- 松尾政寿
- 松岡昌宏
- マリウス葉
- 松風雅也
- 松方弘樹
- マツコ・デラックス
- 松坂桃李
- 松崎しげる
- 松澤一之
- 松沢蓮
- 松重豊
- 松田翔太
- 松田優
- 松田優作
- 松田洋治
- 松田龍平
- 松平健
- 松永毅
- 松橋登
- 松林慎司
- 松村達雄
- 松村雄基
- 松川尚瑠輝
- 松村北斗
- 松本幸四郎
- 松本潤
- 松本タカシ
- 松本利夫
- 松本白鸚
- 松本寛也
- 松本博之
- 松山英太郎
- 松山ケンイチ
- 松山政路
- 真殿光昭
- 的場浩司
- 真夏竜
- 間宮祥太朗
- 丸山敦史
- 丸山智己
- 丸山裕一
- 丸山隆平
- 麿赤兒

### み
- 三浦翔平
- 三浦友和
- 三浦春馬
- 三浦浩一
- 三浦洋一
- 見栄晴
- 三景啓司
- 三上真一郎
- 三上寛
- 三上博史
- 三上真史
- 三木のり平
- 御木裕
- 美木良介
- 三國連太郎
- 三嶋啓介
- 三島雅夫
- 三島ゆたか
- 水島道太郎
- 水嶋ヒロ
- Mr.マリック
- 水谷あつし
- 水谷邦久
- 水谷隼
- 水谷豊
- 水野雄仁
- 水野祐樹
- 溝口舜亮
- 溝口琢矢
- 溝端淳平
- 三田明
- 三谷幸喜
- 三谷昇
- 三田村邦彦
- 光石研
- 光岡龍三郎
- 三ツ木清隆
- 三津田健
- 三津谷亮
- 南圭介
- 南利明
- 南廣
- 南道郎
- 峰岸徹
- 峯田和伸
- 峰竜太
- みのもんた
- 三橋達也
- 三原康可
- みぶ真也
- 三船敏郎
- 宮内敦士
- 宮内淳
- 宮内洋
- 宮川大助
- 宮口二郎
- 宮口精二
- 三宅裕司
- 三宅健
- 宮崎将
- 宮沢天
- 宮島岳史
- 宮下直紀
- 宮下裕治
- 宮田俊哉
- 宮舘涼太
- 宮野真守
- 宮脇健
- 三好昭央
- 美輪明宏
- 閔東旭

### む
- 向井理
- 向井康二
- 麦人
- 六平直政
- ムッシュかまやつ
- 牟田悌三
- 睦五朗
- 武藤章生
- 宗近晴見
- 村井國夫
- 村井良大
- 村上悦也
- 村上幸平
- 村上耕平
- 村上健志（フルーツポンチ）
- 村上淳
- 村上純（しずる）
- 村上虹郎
- 村上弘明
- 村上信五
- 村上冬樹
- 村治学
- 村田雄浩
- 村田琳
- 村野武範
- 村松克己
- 村松利史
- 室田日出男
- 室町大助

### め
- 恵俊彰
- 目黒蓮
- 目黒祐樹

### も
- 望月太郎
- 望月祐多
- 本木雅弘
- 本村健太郎
- 森幹太
- 森公平
- 森章二
- 森美樹
- 森廉
- 森川正太
- 森川信
- 森崎博之
- 森繁久彌
- 森下哲夫
- 森下能幸
- 森島淳
- 森田剛
- 森田健作
- 森田順平
- 森田直幸
- 森塚敏
- 森次晃嗣
- 森永悠希
- 森本レオ
- 森本慎太郎
- 森本龍太郎
- 森本亮治
- 森山栄治
- 森山周一郎
- 森山未來
- 諸星和己
- モロ師岡
- 森久保祥太郎
- もりたかお

## や行

### や
- 八乙女光
- 八神蓮
- 八木裕
- 矢木沢まり
- 柳生博
- 柳楽優弥
- 役所広司
- 薬丸翔
- 薬丸裕英
- 矢崎滋
- 矢崎広
- 矢崎文也
- 矢沢永吉
- 八嶋智人
- 矢島健一
- やす（ずん）
- 安井昌二
- 安田和博（デンジャラス）
- 安田顕
- 安田伸
- 安田慎吾
- 安田章大
- 安永和彦
- 安原義人
- 八十田勇一
- 谷田部俊
- 八名信夫
- 柳永二郎
- 柳浩太郎
- 柳東士
- 柳憂怜
- 柳下大
- 柳沢慎吾
- 柳沢真一
- 柳葉敏郎
- 屋根真樹
- 矢野燿大
- 矢野聖人
- 矢作兼（おぎやはぎ）
- 矢作公一
- 薮宏太
- 矢吹二朗
- 矢部太郎
- 矢部浩之
- 山内明
- 山内賢
- 山内健司（かまいたち）
- 山内圭哉
- 山内としお
- 山岡徹也
- 山形勲
- 山上賢治
- 山岸快
- 山口勝平
- 山口純
- 山口翔悟
- 山口粧太
- 山口崇
- 山口豪久
- 山口達也
- 山口智充
- 山口馬木也
- 山口祐一郎
- 山口嘉三
- 山口竜央
- 山崎イサオ
- 山﨑賢人
- 山﨑努
- 山崎一
- 山崎樹範
- 山崎まさよし
- 山崎裕太
- 山崎之也
- 山路和弘
- 山里亮太（南海キャンディーズ）
- 山下規介
- 山下健二郎
- 山下真司
- 山下智久
- 山下翔央
- 山下徹大
- 山城新伍
- 山田篤史
- 山田健太
- 山田吾一
- 山田親太朗
- 山田太一
- 山田孝之
- 山田辰夫
- 山田裕貴
- 山田涼介
- 山田ルイ53世（髭男爵）
- 山寺宏一
- 大和啄也
- 山中アラタ
- 山西惇
- 山西道広
- 山根和馬
- 山根良顕（アンガールズ）
- 山村聡
- 山村隆太
- 山本嘉一
- 山本學
- 山本清
- 山本圭
- 山本圭壱（極楽とんぼ）
- 山本耕一
- 山本耕史
- 山本卓
- 山本淳一
- 山本昌平
- 山本太郎
- 山本冬郷
- 山本紀彦
- 山本博（ロバート）
- 山本浩司
- 山本満太
- 山本麟一
- 山本裕典
- 山谷初男

### ゆ
- 湯浅実
- 結城市朗
- 結城貢
- ゆうき哲也
- ユースケ（ダイアン）
- ユースケ・サンタマリア
- 湯江健幸
- ユセフ・トルコ
- 湯原昌幸
- 由利徹

### よ
- ヨースケ
- 横内正
- 横尾三郎
- 横川康次
- 横須賀裕治
- 横浜流星
- 横堀悦夫
- 横光克彦
- 横森久
- 横山あきお
- 横山運平
- 横山和正
- 横山きよし
- 横山やすし
- 横山裕
- 横尾渉
- 吉岡秀隆
- 吉沢悠
- 吉沢亮
- 吉田朝
- 吉田ウーロン太
- 吉田栄作
- 吉田サラダ
- 吉田鋼太郎
- 吉田淳
- 吉田敬（ブラックマヨネーズ）
- 吉田次昭
- 吉田メタル
- 吉田靖
- 吉田友一
- 吉田友紀
- 吉田幸紘
- 吉田義男
- 吉田義夫
- 吉原丈二
- 吉見一豊
- 好光孝
- 吉満寛人
- 依田英助
- 米倉斉加年
- 米澤観児
- ヨネスケ
- 米田良
- 米村矢一
- 米山善吉
- 萬屋錦之介

## ら行

### ら
- ラウール
- ラサール石井
- ラッシャー板前
- 羅門光三郎
- 乱一世

### り
- RIKIYA
- 力也
- 利重剛
- 龍虎
- 隆大介
- 笠智衆
- 竜崎勝
- 竜星涼
- 竜雷太
- 両國宏
- リリー・フランキー

### る
- ルー大柴

### れ
- レイザーラモンHG（レイザーラモン）
- レイザーラモンRG（レイザーラモン）
- 冷泉公裕
- レオナルド熊
- レッド吉田
- レ・ロマネスクTOBI

### ろ
- 六角精児

## わ行

### わ
- 和賀勇介（元・トップリード）
- 若林豪
- 若林久弥
- 若林正恭
- 若松俊秀
- 若松武史
- 若宮忠三郎
- 若山富三郎
- 脇知弘
- 鷲生功
- 鷲尾修斗
- 和田一壮
- 和田浩治
- 和田泰右
- 和田琢磨
- 和田勉
- 和田正人
- 和田雅成
- 渡瀬恒彦
- 渡辺碧斗
- 渡辺篤史
- 渡辺いっけい
- 渡辺敬介
- 渡辺謙
- 渡辺コウジ
- 渡辺翔太
- 渡辺大
- 渡辺大輔
- 渡辺哲
- 渡辺徹
- 渡辺裕之
- 渡辺正行
- 渡邊衛
- 渡辺裕也
- 渡部篤郎
- 綿引勝彦
- 渡部建（アンジャッシュ）
- 渡部将之
- 渡哲也
- 渡洋史
- ワッキー（ペナルティ）